# 佐世保郵便局
佐世保郵便局（させぼゆうびんきょく Sasebo Post Office）は、長崎県佐世保市に位置する郵便局。民営化前の分類では集配普通郵便局であった。

## 概要

### 住所
- 〒857-8799：長崎県佐世保市京坪町3-10
- 国道35号をJR佐世保線 佐世保駅方面から西側（市役所方面）に進み、「本島町」交差点で右折して進むと右側に見える。

### 併設施設
- ゆうちょ銀行佐世保店（熊本支店佐世保出張所）：取扱店番号760370
- なお、かんぽ生命保険佐世保支店は、当局併設ではなく、南方に約500mのところにある「ウエストパーク佐世保」（佐世保市三浦町3-3）に設置。

## 沿革
- 1874年（明治7年）
  - 佐世保等外郵便継立所が設置される。
  - 12月16日 - 佐世保郵便取扱所が設置[1]。
- 1875年（明治8年）1月1日 - 佐世保郵便局（五等）となる[1]。
- 1885年（明治18年）10月1日 - 貯金取扱を開始[1]。
- 1888年（明治21年）
  - 2月 - 谷郷町に三等電信局が置かれ、郵便・為替・貯金と電報の取扱開始。
  - 5月16日 - 為替取扱を開始[1]。
  - 6月 - 二等電信局に昇格。
- 1895年（明治28年）4月1日 - 佐世保郵便電信局となる[1]。
- 1903年（明治36年）4月1日 - 通信官署官制施行に伴い佐世保郵便局となる[1]。
- 1905年（明治38年）
  - 2月12日 - 元町佐世保橋付近に新築移転する。
  - 9月12日 - 電話交換業務開始。
- 1921年（大正10年）2月28日 - 相生町に電話分室を設置。
- 1945年（昭和20年）6月28日 - 佐世保空襲で郵便局庁舎焼失。谷郷町に庁舎があった当局電話課（現NTT西日本）の職員34名殉職。
- 1947年（昭和22年）6月1日 - 佐世保塩浜町から同市宮崎町に移転[2]。
- 1949年（昭和24年）2月21日 - 佐世保電信局（宮崎町）と佐世保電話局（相生町）が分離独立。
- 1959年（昭和34年）1月24日 - 佐世保郵便局より出火、隣接の佐世保電報局も類焼。
- 1962年（昭和37年）7月10日 - 和文電報受付および電話通話業務を開始。
- 1973年（昭和48年）4月1日 - 読みを「させほ」から「させぼ」に変更。
- 1991年（平成3年）10月1日 - 外国通貨の両替および旅行小切手の売買に関する業務取扱を開始。
- 2007年（平成19年）10月1日 - 民営化に伴い、併設された郵便事業佐世保支店、ゆうちょ銀行佐世保店に一部業務を移管。
- 2012年（平成24年）10月1日 - 日本郵便株式会社発足に伴い、郵便事業佐世保支店を佐世保郵便局に統合。
- 2021年（令和3年）9月6日 - 局内で新型コロナウイルス感染症による9人規模のクラスターが発生。配達員全員が濃厚接触者となったため普通郵便が配達不能になるなどの影響が生じた[3]。

## 取扱内容

### 佐世保郵便局
- 郵便、印紙、ゆうパック、内容証明
- 生命保険、バイク自賠責保険
- 佐世保市内の一部地域の集配業務 - 郵便番号が857で始まる地域
- ゆうゆう窓口

### ゆうちょ銀行佐世保店
- 貯金、貸付、為替、振替、振込、国際送金、外貨両替、トラベラーズチェック、国債、投資信託、変額年金保険
- ATM

## 周辺
- 四ヶ町商店街
- 戸尾市場
- 佐世保市体育文化館・コミュニティセンター
- セントラルホテル
- 国道35号

## アクセス
- 松浦鉄道西九州線 中佐世保駅から徒歩で約5分。
- 西肥バス（させぼバスが運行） 「佐世保郵便局前」バス停留所下車。
- 西九州自動車道 佐世保みなとICから北へ約2km。
- 駐車場：29台分ある。